# Municipio de Oak (Kansas)
El municipio de Oak (en inglés, Oak Township) es un municipio del condado de Smith, Kansas, Estados Unidos. Tiene una población estimada, a mediados de 2022, de 239 habitantes.

## Geografía
Está ubicado en las coordenadas 39°47′5″N 98°33′34″O / 39.78472, -98.55944. Según la Oficina del Censo de los Estados Unidos, tiene una superficie total de 92.91 km², de la cual 92.84 km² corresponden a tierra firme y 0.07 km² están cubiertos de agua.

## Demografía
Según el censo de 2020, en ese momento había 233 personas residiendo en la zona. La densidad de población era de 2.51 hab./km². El 93.56 % de los habitantes eran blancos, el 1.29 % eran afroamericanos, el 0.43 % era amerindio, el 0.86 % eran de otras razas y el 3.86 % eran de una mezcla de razas. Del total de la población, el 2.15 % eran hispanos o latinos de cualquier raza.